# Маркт Ерлбах
Маркт Ерлбах (њем. Markt Erlbach) град је у њемачкој савезној држави Баварска. Једно је од 38 општинских средишта округа Нојштат ан дер Ајш-Бад Виндсхајм. Према процјени из 2010. у граду је живјело 5.611 становника. Посједује регионалну шифру (AGS) 9575145.

## Географски и демографски подаци
Маркт Ерлбах се налази у савезној држави Баварска у округу Нојштат ан дер Ајш-Бад Виндсхајм. Град се налази на надморској висини од 385 метара. Површина општине износи 60,9 km². У самом граду је, према процјени из 2010. године, живјело 5.611 становника. Просјечна густина становништва износи 92 становника/km².